# Државни непријатељ
Државни непријатељ је особа која је осумњичена или оптужена за кривична дела против државе. Овај термин се такође употребљава у тоталитарним режимима где се махом сви који су на неки начин против режима означавају непријатељима државе.